# Nature morte : vase aux roses roses
Nature morte : vase aux roses roses (anglais : Still Life: Vase with Pink Roses), ou simplement Roses (anglais : Roses) est un tableau (71 × 90 cm) du peintre hollandais Vincent van Gogh, réalisé en 1890 à Saint-Rémy-de-Provence. Cette œuvre se trouve exposée à la National Gallery of Art de Washington (États-Unis).

## Historique
Lorsque Van Gogh a composé cette peinture à l'huile, il s'apprêtait à quitter la clinique de Saint-Rémy où il était soigné pour troubles mentaux, et à s'installer à Auvers-sur-Oise. Ce tableau, ainsi qu'un autre similaire intitulé Roses roses daté de la même période, reflètent l'optimisme qu'il ressentait alors à propos de son avenir et qui apparaît dans le choix des fleurs et des couleurs. Il choisit souvent à cette période le thème des fleurs. 
Cette œuvre a fait l'objet d'un don à la National Gallery of Art en 1991 par Pamela Harriman dont l'époux, l'homme d'affaires William Averell Harriman, en avait fait l'acquisition en 1929. Son numéro d'inventaire est 1991.67.1.

## Description
Ressentant un certain enthousiasme, Van Gogh écrit à sa mère : « Mais pour la santé, comme vous dites, il est très important de travailler dans le jardin et observer les fleurs pousser »; « Ces derniers jours à Saint-Rémy, j'ai travaillé comme un fou. De magnifiques bouquets de fleurs, des iris violets, de splendides bouquets de roses ».
Bien qu'il n'ait pas de prédilection particulière pour les roses, il associe les fleurs en général à la célébration de la renaissance et du renouveau, comme à la plénitude de la vie. Cette sensation est accentuée par un fond vert frais, qui a la couleur délicate de nouvelles feuilles au printemps. Des rubans de peinture ondulés, appliqués en traits diagonaux, animent la toile et reproduisent des formes enroulées de fleurs et de feuilles. Initialement, les roses étaient roses et créaient un contraste de couleurs complémentaires avec le vert, mais la couleur des roses s'estompa avec le temps.
Ce tableau est l'un des nombreux exemples de la sursaturation de Van Gogh dans une nature morte : la surface du tableau est remplie d'un vase et éclate d'un excès de couleurs comme pour la Nature morte aux œillets et la Nature morte aux anémones. Ce bouquet de simples roses est considéré comme une des natures mortes les plus réussies de l'artiste. L'autre bouquet de roses qu'il a peint se trouve au Metropolitan Museum de New York.
Quand Van Gogh quitte Saint-Rémy le 16 mai, les deux tableaux de bouquets de roses étaient très épais et gras et sont restés pour sécher ; ils ont été expédiés vers le 24 juin à Auvers-sur-Oise.